# (4300) Marg Edmondson
(4300) Marg Edmondson es un asteroide perteneciente al cinturón de asteroides, descubierto el 18 de septiembre de 1955 por el equipo de la Universidad de Indiana desde el Observatorio Goethe Link, Brooklyn (Estados Unidos).

## Designación y nombre
Designado provisionalmente como 1955 SG1. Fue nombrado Marg Edmondson en homenaje a "Margaret Russell Edmondson" hija menor del astrónomo estadounidense Henry Norris Russell y "Lucy May Cole-Russell"; y la esposa del astrónomo Frank K. Edmondson.